# 北川啓三
北川 啓三（きたがわ けいぞう、1905年（明治38年）3月21日 - 1988年（昭和63年）4月6日）は、青森ねぶたのねぶた師で2代名人。

## 略歴
1905年（明治38年）3月21日、北川金三郎の次男として生まれる。幼少より金三郎やその師匠である坂田金作にねぶた制作を学び、12歳の時に正式に金三郎に弟子入りする。
14歳の時には実家で営んでいた左官業にも父とともに参加する。大正の末から昭和の初めにかけて左官修行のために関東へ行き、この間に歌舞伎や芝居をよく見ていたと伝わる。このためか、後年自らが制作するねぶたの題材としても歌舞伎を得意としていた。
戦後は金三郎とともにねぶたの復興に尽力、当時60代後半と高齢だった父が「北川のジサマ」と呼ばれたのに対し、啓三は当時40代前半とまだ若かったため「北川のオンチャマ」と呼ばれた。そして父とともに骨組みを竹から針金に、中の燈火を蝋燭から電球と蛍光灯に変えるというねぶたの構造の革命を起こした。父の引退後は第一人者として活躍し、1960年代前半（昭和30年代後半）に全盛期を迎え、1962年（昭和37年）に制定された田村麿賞（現在のねぶた大賞）の初代受賞者となった。1966年（昭和41年）に3度目の田村麿賞を獲得してからは賞から遠ざかるが、それでも第一人者としての名声は維持していた。
1974年（昭和49年）をもって大型ねぶた制作の依頼が途絶えるが（のち、1981年（昭和56年）のみ「中学生ねぶた」を制作。翌年には弟子の北村隆・明が引き継いだ)、その後も制作意欲は衰えることなく、1978年（昭和53年）には青森市市政施行80周年を記念して、明治時代から戦前にかけて主流であった担ぎねぶたを複数制作し、その年の祭りで運行された。1980年（昭和55年）6月7日に、父に次ぐ2代名人の認定を受ける。1988年（昭和63年）死去、享年84（満83歳没）。
作風は父のものを厳密に踏襲しており、面(顔)は横の骨組み3本という構造を引退まで維持した。同門の佐藤伝蔵（後の3代名人）が面の骨組みを増やす作り方を開発したことに対しては「網を張っている」と表現していた。
金三郎と共同でねぶたを制作した期間が長く、またどちらの腕がより優れていたかは現在でもはっきりしない。どちらの作か判明していないものも存在するという。
後進の育成にも力を注いでおり、佐藤伝蔵は父の引退後に引き継いだ弟子である。また直弟子も6代名人の北村隆を筆頭に多くを輩出した。
千葉作龍によれば本職である左官の腕も超一流であったといい、啓三がモルタルで造った龍の像は1973年（昭和48年）に千葉伸二（作龍）が制作したねぶた『南祖坊と八之太郎』のモデルとなっている。伸二は本作にて田村麿賞を初受賞している。